# Brzana kaspijska
Brzana kaspijska (Luciobarbus caspius) – gatunek słodkowodnej ryby karpiokształtnej z rodziny karpiowatych (Cyprinidae).

## Występowanie
Południowa i zachodnia część Morza Kaspijskiego.

## Długość ciała
Dorasta do 120 cm długości.

## Rozród
Podejmuje wędrówki tarłowe do dolnych partii Wołgi, Uralu, Tereku i innych rzek.